# Pterisanthes eriopoda
Pterisanthes eriopoda är en vinväxtart som först beskrevs av Friedrich Anton Wilhelm Miquel, och fick sitt nu gällande namn av Jules Émile Planchon. Pterisanthes eriopoda ingår i släktet Pterisanthes och familjen vinväxter. Inga underarter finns listade i Catalogue of Life.